# Mwese
Mwese è una rural ward della Tanzania  situata nel distretto di Tanganyika, regione di Katavi. Conta una popolazione di 22 171 abitanti (censimento 2022).